# Bernd Heidicker
Bernd Heidicker (Recklinghausen, 5 de abril de 1978) es un deportista alemán que compitió en remo.
Ganó cinco medallas en el Campeonato Mundial de Remo entre los años 2001 y 2007. Participó en los Juegos Olímpicos de Atenas 2004, ocupando el séptimo lugar en la prueba de cuatro sin timonel.

## Palmarés internacional
| Campeonato Mundial | Campeonato Mundial | Campeonato Mundial | Campeonato Mundial |
| Año                | Lugar              | Medalla            | Prueba             |
| ------------------ | ------------------ | ------------------ | ------------------ |
| 2001               | Lucerna (Suiza)    | Medalla de plata   | Cuatro sin timonel |
| 2002               | Sevilla (España)   | Medalla de oro     | Cuatro sin timonel |
| 2003               | Milán (Italia)     | Medalla de bronce  | Cuatro sin timonel |
| 2006               | Eton (Reino Unido) | Medalla de oro     | Ocho con timonel   |
| 2007               | Múnich (Alemania)  | Medalla de plata   | Ocho con timonel   |